# ジュリー・ペイエット
ジュリー・ペイエット（英語: フランス語: Julie Payette  フランス語読み: (ジュリー・パイェット) CC,  CMM, COM, CQ, CD, 1963年10月20日-）は、カナダ人の工学者、カナダ宇宙庁の宇宙飛行士である。STS-96とSTS-127で2度の宇宙飛行を行い、25日以上を宇宙で過ごした。2017年7月13日にカナダ総督に任命され、同年10月2日就任。2021年1月、スタッフへのハラスメント疑惑に関連し、総督を辞任した。
ケベック州モントリオール出身。

## 教育
ペイエットは、モントリオールの小学校、中学校を卒業した。1982年、彼女は南ウェールズのアトランティック・カレッジで国際バカロレア資格を取得した。1986年にはマギル大学で工学の学士号、1990年にはトロント大学で応用科学の修士号を取得した。

## 技術者としてのキャリア
1986年から1988年まで、ペイエットはIBMでシステムエンジニアとして働いた。1988年から1990年まではトロント大学で大学院生として、コンピュータアーキテクチャの高度化に取り組んだ。1991年の始め、ペイエットはチューリヒにあるIBMの通信部門で1年間客員研究員として研究を行った。1992年1月にカナダに戻ると、彼女はモントリオールのベル・ノーザン・リサーチで音声研究のグループに加わり、コンピュータの音声認識を利用した電話音声の研究に取り組んだ。

## CSAでのキャリア
ペイエットは、1992年6月に5330人の応募者の中から、カナダ宇宙庁（CSA）の宇宙飛行士の4人の候補に選ばれた。カナダでの基礎的な訓練を終えた後、カナダの国際宇宙ステーションへの貢献であるロボットシステムへの技術アドバイザーとして働いた。1993年、ペイエットはカナダ宇宙飛行士プログラムの中にHuman-Computer Interaction Groupを創設し、北大西洋条約機構では音声プロセスに関する国際研究グループの技術スペシャリストを務めた。
またペイエットは宇宙飛行の準備として商業パイロットのライセンスを取得し、120時間以上の飛行を経験した。1996年4月、ペイエットは深海ダイビングの資格を得た。1996年2月にはサスカチュワン州にあるカナダ空軍のムースジョー基地で軍用ジェットCT-114の操縦資格を得た。1997年には軍の計器定格の資格を得た。ペイエットは1300時間以上の飛行を経験し、そのうち450時間はジェット機だった。

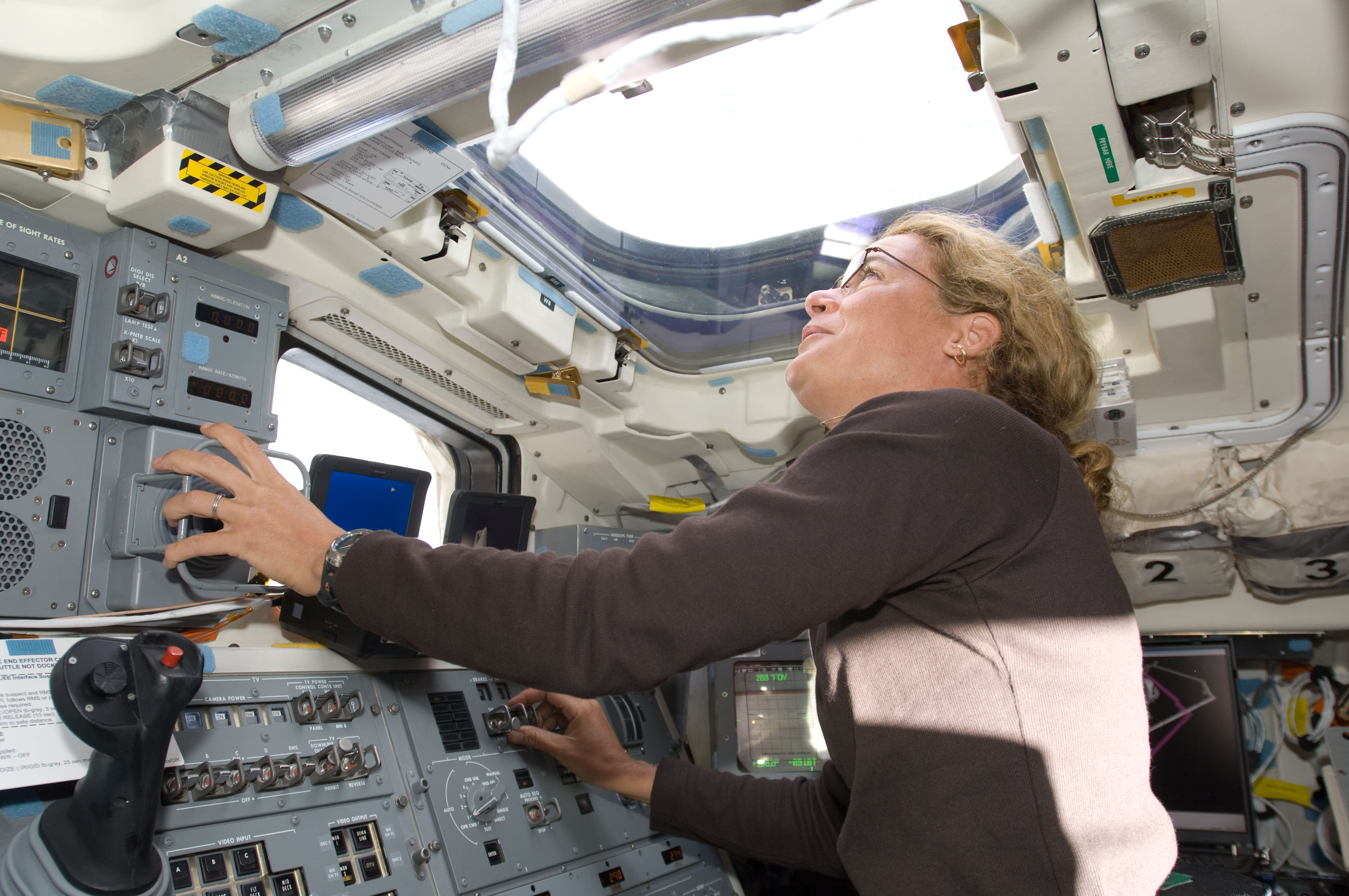
STS-127で、頭上の窓から見ながらカナダアームを操作するペイエット

ペイエットは1996年8月からジョンソン宇宙センターでミッションスペシャリストとしての訓練を開始した。1年間の訓練を終えると、宇宙飛行士室のロボット部門に配属され、1998年春に宇宙飛行士としての最初の訓練を終えた。

### 宇宙飛行経験
ペイエットはSTS-96の乗組員に選ばれ、1996年5月27日から6月6日までスペースシャトル・ディスカバリーで宇宙飛行を行った。このミッションでは、史上初めてスペースシャトルと国際宇宙ステーションのドッキングが手動で行われ、4トンの機材や補給品が運搬された。ディスカバリーでは、ペイエットはミッションスペシャリストを務め、ステーションのシステムとシャトル・リモート・マニピュレータ・システムの操作を担当した。STS-96のミッションでは地球を153周し、9日19時間13分で600万km以上を移動した。ペイエットは国際宇宙ステーションに搭乗した最初のカナダ人になった。ペイエットは、2000年から2007年には、カナダ宇宙庁の宇宙飛行士の主任を務めた。またSTS-114、STS-121では、ヒューストンで交信担当員を務めた。ペイエットは、2009年のSTS-127で、7月15日から31日にかけて、フライトエンジニアとしてエンデバーに乗って再び国際宇宙ステーションを訪れた。これは、2人のカナダ人が宇宙空間で同時に顔を合わせた初めての時だった。

### カナダ総督
2017年7月13日、国王エリザベス2世より次期カナダ総督に任命されたことがジャスティン・トルドー首相より発表された。10月2日に着任。
2020年7月に総督スタッフへのハラスメント疑惑の報道があり、枢密院事務局は調査を開始。前職のスタッフや、複数の総督関連スタッフからも同様の訴えがあったことが明るみに出た。
2021年1月21日、ハラスメント疑惑の報告書の発表を前に、総督の辞表を提出した。カナダ総督がスキャンダルを理由に、後任未決定のまま辞職したのは史上初であり、トルドー首相も任命責任などを問われ批判された。

## 個人
ペイエットはフランス系カナダ人であり、フランス語と英語に堪能である。また、スペイン語、ドイツ語、イタリア語、ロシア語も話すことができる。以前モントリオールの技術者フランソワ・ブリゼットと結婚していたが、現在は元カナダ空軍でテストパイロットのビリー・フリンと結婚している。2人の息子がいる。また彼女はモントリオール交響楽団でピアノを弾き、歌を歌っている。最近のミッションでは、彼女はモントリオール出身のアイスホッケー選手モーリス・リシャールのサイン入りセーターを持参した。

## 受章など
2000年、彼女はナショナル・オーダー・オブ・ケベックを受勲し、ナイトに叙せられた。2006年11月22日にはアルバータ大学から名誉博士号を贈られた。彼女はその他にも合計14個の名誉学位を持っている。
2010年にカナダで行われたバンクーバーオリンピックの開会式では、オリンピック旗の旗手の補助を務めた。同年、カナダ勲章（オフィサー）受勲。2017年、カナダ勲章（コンパニオン、チャンセラー及び卓越一等コンパニオン）受勲。